# Johann Joseph Kenn

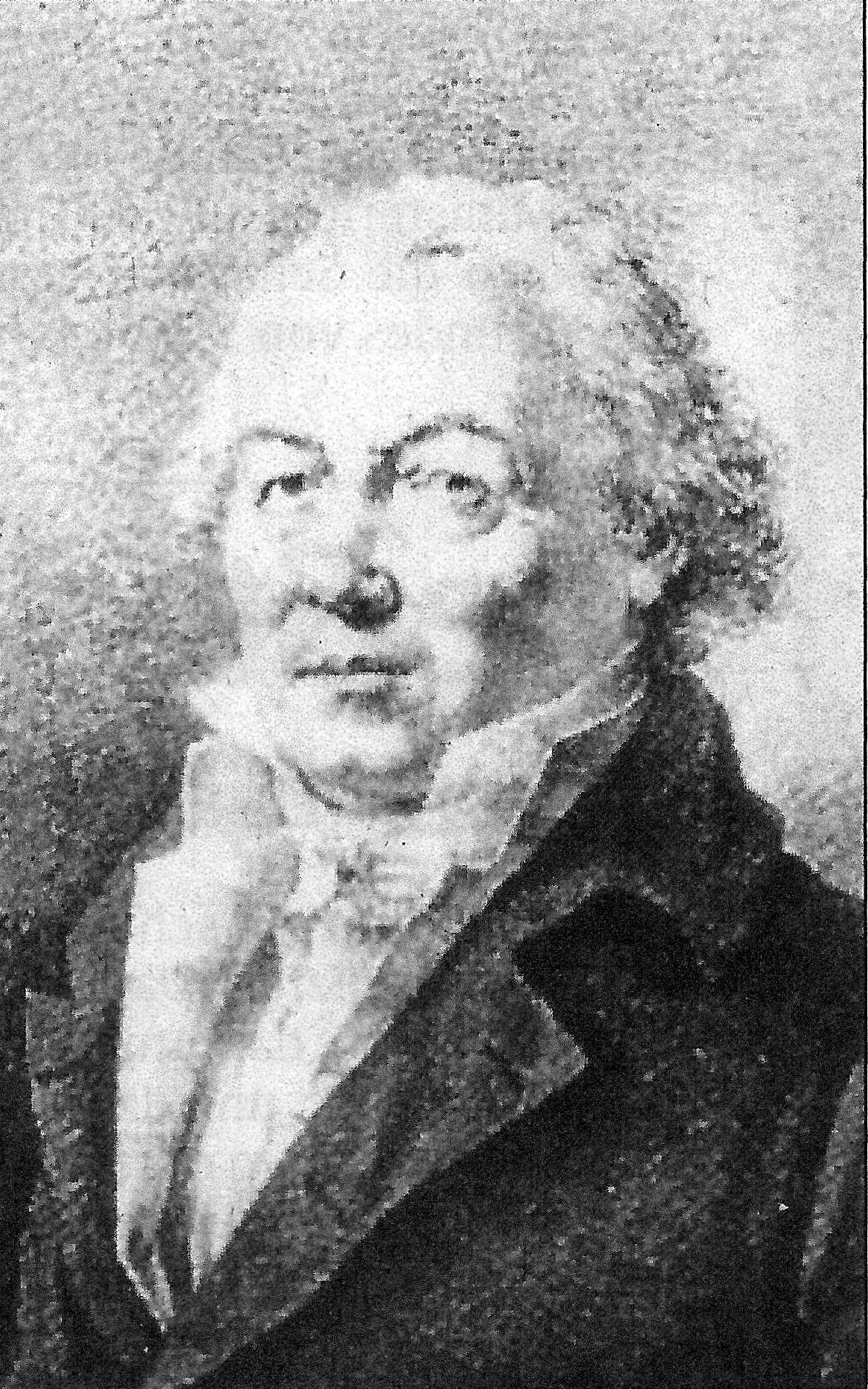
Johann Joseph Kenn

Johann Joseph Kenn (auch: Jean-Joseph Kenn; * 21. September 1757 in Dietrichingen; † 14. Februar 1840 in  Fontainebleau) war ein deutscher Hornist, Komponist und Professor für Horn.
Kenn stammte aus Zweibrücken, wo er 1757 als Sohn des Schneiders Johann Christian Kenn und dessen Frau Anna Maria geboren wurde. Vermutlich wurde er von Ludwig Wenzel Lachnith unterrichtet und wirkte möglicherweise in der Hofkapelle. 1782 ging er nach Paris und stand bald im Ruf als einer der besten tiefen Hornisten. Ab 1783 war er als zweiter Hornist an der "Grand Opéra" in Paris tätig. Am Conservatoire de Paris unterrichtete er von 1795 bis 1802, unter anderem auch Louis François Dauprat (1781 bis 1868). Er starb am 14. Februar 1840 im französischen Fontainebleau.
Sein erhaltenes Œuvre als Komponist umfasst Duos für Horn und Klarinette, 25 Duos für zwei Hörner, 36 Trios für drei Hörner. 24 der Horntrios erschienen 1797 in der Sammlung "Recueil d'airs" (Neudruck 1808).